# Tinerimea Moldovei
"Tinerimea Moldovei" este o publicație periodică destinată tineretului din Republica Moldova. Ea a fost editată cu acest titlu timp de mai multe decenii,ca ziar al Comitetului Central al Comsomolului din Moldiova. În ultimii ani a fost reintitulată "Tineretul Moldovei". Și-a suspendat apariția sub conducerea lui Ion Berlinskii, actualmente diriguitor al ziarului procomunist "Moldova suverană".
Dincolo de balastul ideologic comsomolist, "Tinerimea Moldovei" a promovat activ tinerele talente, inclusiv prin intremediul cenacului literar "Luceafărul", condus de remarcabili scriitori basarabeni, inclusiv de poetul Liviu Damian.